# Alfred Pike
Alfred George Pike, dit Alf Pike et surnommé The Embalmer (né le 15 septembre 1917 à Winnipeg, dans la province du Manitoba au Canada — mort le 1er mars 2009 à Calgary, dans la province de l'Alberta au Canada) est un joueur professionnel et un entraîneur canadien de hockey sur glace qui évoluait en position d'attaquant.

## Biographie

### Carrière de joueur
Alf Pike commence sa carrière junior en 1935 avec les Monarchs de Winnipeg de la Ligue de hockey junior du Manitoba (LHJM). La saison suivante, les Monarchs remportent la Coupe Turnbull, remise aux champions de la LHJM. Qualifiés pour la Coupe Memorial à la suite de leur succès dans la Coupe Abbott, ils gagnent le titre national en dominant les Redmen de Copper Cliff trois victoires à une,. Pike rejoint ensuite les Rovers de New York  de l'Eastern Amateur Hockey League, inscrivant. Il commence l'édition suivante en EAHL avant de la finir avec les Ramblers de Philadelphie de l' International American Hockey League, ces derniers s'inclinant en finale face aux Barons de Cleveland.
Précédant la saison 1939-1940, il se voit offrir un contrat par les Rangers de New York de la Ligue nationale de hockey (LNH). Demandant un peu plus d'argent que proposé, une dispute s'ensuit entre Pike et Lester Patrick, le directeur général des Rangers. Cependant Frank Boucher, l'entraîneur new-yorkais, voulant recruter le jeune joueur, lui assure qu'il obtiendra ce qu'il demande et le fait signer. Lorsque Patrick apprend cela, il fustige son entraîneur mais accepte de payer Pike. Le 5 novembre, Il fait ses débuts en LNH face aux Red Wings de Détroit. Deuxièmes de la saison, les Rangers atteignent la finale où ils affrontent les Maple Leafs de Toronto. Au cours de la première partie, Pike inscrit le but victorieux durant les prolongations. Durant la sixième rencontre, il marque le but égalisateur avant que Bryan Hextall score au cours des prolongations celui qui offre la troisième Coupe Stanley de l'histoire de la franchise new-yorkaise,.
Au cours des trois saisons qui suivent, The Embalmer, surnom faisant référence à son travail dans les pompes funèbres durant l'été, continue de jouer pour les Rangers. En 1943, il interrompt sa carrière et sert dans l'aviation royale du Canada jusqu'à la fin de la Seconde Guerre mondiale, deux ans plus tard. De retour avec New York, il dispute deux nouvelles éditions en LNH avant dee retourner dans sa ville natale de Winnipeg où il finit sa carrière de joueur avec une équipe amateur, les Nationals de Winnipeg de la Manitoba-Thunder Bay Hockey League.

### Carrière d'entraîneur
Une fois sa carrière de joueur terminée, il devient entraîneur, prenant en charge les Biltmore Mad Hatters de Guelph de l'Association de hockey de l'Ontario (AHO), un club-école des Rangers. En 1950, les Mad Hatters remportent la Coupe J.-Ross-Robertson de champions de l'AHO mais échouent à se qualifier pour la Coupe Memorial, battus par le Canadien junior de Montréal lors du trophée George-T.-Richardson,. Deux ans plus tard, avec une équipe comptant entre autres Andy Bathgate et Harry Howell, Guelph remporte de nouveau la Coupe Robertson. Par la suite, ils s'imposent en Coupe Memorial, dominant en finale les Pats de Regina.
En 1955, un après avoir quitté l'équipe junior, Pike retourne dans le Manitoba où il prend la tête des Warriors de Winnipeg, une équipe nouvellement intégrée dans la Western Hockey League. Pour leur saison inaugurale, les Warriors remportent la Coupe des présidents de champion de la WHL ainsi que la Coupe Edinburgh, gagnée aux dépens des Royaux de Montréal de la Ligue de hockey du Québec.
En novembre 1959, Pike quitte les Warriors pour devenir l'entraîneur des Rangers en LNH, en remplacement de Phil Watson. Il ne peut cependant empêcher les Blueshirts de finir derniers de la ligue. Il dirige l'équipe une saison supplémentaire à l'issue de laquelle New York manque de nouveau les séries éliminatoires. Pike est alors remercié et remplacé par Doug Harvey.
Pike retourne alors entraîner en WHL, dirigeant successivement les Stampeders de Calgary (1961-1963), les Blades de Los Angeles (1963-1965) et les Roadrunners de Phoenix (1967-1970). En 1970, il se retire du hockey.
En 1985, il est intronisé dans le temple de la renommée du hockey de sa province natale, le Manitoba Hockey Hall of Fame. Il décède le 1er mars 2009 à Calgary à l'âge de 91 ans.

## Statistiques

### Statistiques de joueur
| Saison     | Équipe                      | Ligue          |     | Saison régulière | Saison régulière | Saison régulière | Saison régulière | Saison régulière |   | Séries éliminatoires | Séries éliminatoires | Séries éliminatoires | Séries éliminatoires | Séries éliminatoires |
| Saison     | Équipe                      | Ligue          | PJ  | B                | A                | Pts              | Pun              | PJ               | B | A                    | Pts                  | Pun                  |                      |                      |
| 1934-1935  | North Stars d'East Kildonan | MAHA           |     |                  |                  |                  |                  |                  |   |                      |                      |                      |                      |                      |
| 1935-1936  | Monarchs de Winnipeg        | LHJM           | 14  | 10               | 11               | 21               | 20               |                  |   |                      |                      |                      |                      |                      |
| 1936-1937  | Monarchs de Winnipeg        | LHJM           | 14  | 10               | 10               | 20               | 21               | 8                | 2 | 10                   | 12                   | 21                   |                      |                      |
| 1936-1937  | Monarchs de Winnipeg        | Coupe Memorial |     |                  |                  |                  |                  | 9                | 7 | 6                    | 13                   | 4                    |                      |                      |
| 1937-1938  | Rovers de New York          | EAHL           | 45  | 16               | 23               | 39               | 58               |                  |   |                      |                      |                      |                      |                      |
| 1938-1939  | Rovers de New York          | EAHL           | 25  | 9                | 4                | 13               | 12               |                  |   |                      |                      |                      |                      |                      |
| 1938-1939  | Ramblers de Philadelphie    | IAHL           | 3   | 1                | 1                | 2                | 0                | 9                | 4 | 2                    | 6                    | 4                    |                      |                      |
| 1939-1940  | Rangers de New York         | LNH            | 47  | 8                | 9                | 17               | 38               | 12               | 3 | 1                    | 4                    | 6                    |                      |                      |
| 1940-1941  | Rangers de New York         | LNH            | 48  | 6                | 13               | 19               | 23               | 3                | 0 | 1                    | 1                    | 2                    |                      |                      |
| 1941-1942  | Rangers de New York         | LNH            | 34  | 8                | 19               | 27               | 16               | 6                | 1 | 0                    | 1                    | 4                    |                      |                      |
| 1942-1943  | Rangers de New York         | LNH            | 41  | 6                | 16               | 22               | 48               |                  |   |                      |                      |                      |                      |                      |
| 1943-1944  | Winnipeg RCAF               | WNDHL          | 9   | 3                | 4                | 7                | 10               |                  |   |                      |                      |                      |                      |                      |
| 1944-1945  | Winnipeg RCAF               | WNDHL          | 9   | 5                | 2                | 7                | 20               |                  |   |                      |                      |                      |                      |                      |
| 1945-1946  | Rangers de New York         | LNH            | 33  | 7                | 9                | 16               | 18               |                  |   |                      |                      |                      |                      |                      |
| 1946-1947  | Rangers de New York         | LNH            | 31  | 7                | 11               | 18               | 2                |                  |   |                      |                      |                      |                      |                      |
| 1947-1948  | Nationals de Winnipeg       | MTBHL          | 11  | 5                | 1                | 6                | 17               |                  |   |                      |                      |                      |                      |                      |
| 1948-1949  | Nationals de Winnipeg       | MTBHL          | 2   | 2                | 4                | 6                | 4                |                  |   |                      |                      |                      |                      |                      |
| Totaux LNH | Totaux LNH                  | Totaux LNH     | 234 | 42               | 77               | 119              | 145              | 21               | 4 | 2                    | 6                    | 12                   |                      |                      |

### Statistiques d'entraîneur
| Saison     | Équipe                         | Ligue      |     | PJ | V  | D  | N    | % V                                                                           |  | Résultats |
| 1949-1950  | Biltmore Mad Hatters de Guelph | AHO        | 48  | 26 | 18 | 4  | 58,3 | Quatrième Champion de la Coupe J.-Ross-Robertson                              |  |           |
| 1950-1951  | Biltmore Mad Hatters de Guelph | AHO        | 54  | 31 | 16 | 7  | 63,9 | Troisième                                                                     |  |           |
| 1951-1952  | Biltmore Mad Hatters de Guelph | AHO        | 54  | 37 | 13 | 4  | 72,2 | Deuxième Champion de la Coupe J.-Ross-Robertson Champion de la Coupe Memorial |  |           |
| 1952-1953  | Biltmore Mad Hatters de Guelph | AHO        | 56  | 22 | 32 | 2  | 41,1 | Septième                                                                      |  |           |
| 1953-1954  | Biltmore Mad Hatters de Guelph | AHO        | 59  | 26 | 31 | 2  | 45,8 | Sixième                                                                       |  |           |
| 1955-1956  | Warriors de Winnipeg           | WHL        | 70  | 40 | 28 | 2  | 58,6 | 1er de la division Prairie Champion de la Coupe des présidents                |  |           |
| 1956-1957  | Warriors de Winnipeg           | WHL        | 70  | 23 | 45 | 2  | 34,3 | 4e de la division Prairie                                                     |  |           |
| 1957-1958  | Warriors de Winnipeg           | WHL        | 70  | 39 | 26 | 5  | 59,3 | 1er de la division Prairie                                                    |  |           |
| 1958-1959  | Warriors de Winnipeg           | WHL        | 64  | 31 | 31 | 2  | 50,0 | 3e de la division Prairie                                                     |  |           |
| 1959-1960  | Warriors de Winnipeg           | WHL        |     |    |    |    |      | Remplacé en cours de saison                                                   |  |           |
| 1959-1960  | Rangers de New York            | LNH        | 55  | 14 | 29 | 12 | 36,4 | Sixième Non qualifié pour les séries                                          |  |           |
| 1960-1961  | Rangers de New York            | LNH        | 70  | 22 | 38 | 10 | 38,6 | Cinquième Non qualifié pour les séries                                        |  |           |
| 1961-1962  | Stampeders de Calgary          | WHL        | 70  | 36 | 29 | 5  | 55,0 | 3e de la division Nord                                                        |  |           |
| 1962-1963  | Stampeders de Calgary          | WHL        |     |    |    |    |      | Remplacé en cours de saison                                                   |  |           |
| 1963-1964  | Blades de Los Angeles          | WHL        | 70  | 31 | 31 | 8  | 50,0 | Troisième                                                                     |  |           |
| 1964-1965  | Blades de Los Angeles          | WHL        | 70  | 26 | 41 | 3  | 39,3 | Sixième                                                                       |  |           |
| 1967-1968  | Roadrunners de Phoenix         | WHL        | 72  | 28 | 40 | 4  | 41,7 | Quatrième                                                                     |  |           |
| 1968-1969  | Roadrunners de Phoenix         | WHL        | 74  | 21 | 41 | 12 | 36,5 | Cinquième                                                                     |  |           |
| 1969-1970  | Roadrunners de Phoenix         | WHL        | 48  | 15 | 25 | 8  | 39,6 | Remplacé en cours de saison                                                   |  |           |
| Totaux LNH | Totaux LNH                     | Totaux LNH | 123 | 36 | 66 | 21 | 37,8 |                                                                               |  |           |

## Trophées et honneurs personnels

### Joueur
- Champion de la Coupe Turnbull 1937 avec les Monarchs de Winnipeg
- Champion de la Coupe Memorial 1937 avec les Monarchs de Winnipeg
- Champion de la Coupe Stanley 1940 avec les Rangers de New York
- Intronisé au Manitoba Hockey Hall of Fame en 1985

### Entraîneur
- Champion de la Coupe J.-Ross-Robertson 1950 et 1952 avec les Biltmore Mad Hatters de Guelph
- Champion de la Coupe Memorial 1952 avec les Biltmore Mad Hatters de Guelph
- Champion de la Coupe des présidents 1956 avec les Warriors de Winnipeg
- Champion de la Coupe Edinburgh 1956 avec les Warriors de Winnipeg